# Nationale Frauen-Fußball-Meisterschaft 2018
Die Nationale Frauen-Fußball-Meisterschaft 2018 war die 15. Austragung des Fußball-Pokalwettbewerbs für südkoreanische Vereinsmannschaften der Frauen gewesen. Titelverteidiger war Gumi Sportstoto.
Das Pokalturnier begann am 22. Juli und endete am 4. August 2018 mit dem Finalspiel. Die Spiele wurden in Changwon, im Stadtteil Habcheon, im Habcheon-Sportcenter ausgetragen.

## Teilnehmende Mannschaften
Am Pokalturnier nahmen die WK-League-Mannschaften teil. Außerdem durften auch Mannschaften, die sich angemeldet haben, mit am Pokalturnier teilnehmen.
| WK-League die 8 Vereine der WK-League 2018 | angemeldete Mannschaften |
| - Boeun Sangmu WFC - Gumi Sportstoto - Gyeongju KHNP WFC - Hwacheon KSPO WFC - Changnyeong WFC - Incheon Hyundai Steel Red Angels - Seoul WFC - Suwon UDC WFC | - Daegu WFC              |

## Gruppenphase

### Gruppe A
| Pl. | Verein          | Sp. | S | U | N | Tore    | Diff. | Punkte |
| --- | --------------- | --- | - | - | - | ------- | ----- | ------ |
| 1.  | Suwon UDC WFC   | 2   | 2 | 0 | 0 | 008:000 | +8    | 06     |
| 2.  | Changnyeong WFC | 2   | 1 | 0 | 1 | 004:300 | +1    | 03     |
| 3.  | Daegu WFC       | 2   | 0 | 0 | 2 | 000:900 | −9    | 0      |

| 25. Juli 2018   |     |                 |
| Daegu WFC       | 0:4 | Changnyeong WFC |
| 27. Juli 2018   |     |                 |
| Changnyeong WFC | 0:3 | Suwon UDC WFC   |
| 29. Juli 2018   |     |                 |
| Suwon UDC WFC   | 5:0 | Daegu WFC       |

### Gruppe B
| Pl. | Verein                   | Sp. | S | U | N | Tore    | Diff. | Punkte |
| --- | ------------------------ | --- | - | - | - | ------- | ----- | ------ |
| 1.  | Incheon Hyundai R. S. A. | 2   | 2 | 0 | 0 | 004:000 | +4    | 06     |
| 2.  | Gumi Sportstoto (P)      | 2   | 1 | 0 | 1 | 003:100 | +2    | 03     |
| 3.  | Seoul WFC                | 2   | 0 | 0 | 2 | 000:600 | −6    | 0      |

| (P) | Vorjahres Pokalsieger |

| 25. Juli 2018            |     |                          |
| Gumi Sportstoto          | 3:0 | Seoul WFC                |
| 27. Juli 2018            |     |                          |
| Seoul WFC                | 0:3 | Incheon Hyundai R. S. A. |
| 29. Juli 2018            |     |                          |
| Incheon Hyundai R. S. A. | 1:0 | Gumi Sportstoto          |

### Gruppe C
| Pl. | Verein            | Sp. | S | U | N | Tore    | Diff. | Punkte |
| --- | ----------------- | --- | - | - | - | ------- | ----- | ------ |
| 1.  | Hwacheon KSPO WFC | 2   | 1 | 1 | 0 | 006:100 | +5    | 04     |
| 2.  | Gyeongju KHNP WFC | 2   | 1 | 1 | 0 | 005:100 | +4    | 04     |
| 3.  | Boeun Sangmu WFC  | 2   | 0 | 0 | 2 | 000:900 | −9    | 0      |

| 25. Juli 2018     |     |                   |
| Hwacheon KSPO WFC | 1:1 | Gyeongju KHNP WFC |
| 27. Juli 2018     |     |                   |
| Gyeongju KHNP WFC | 4:0 | Boeun Sangmu WFC  |
| 29. Juli 2018     |     |                   |
| Boeun Sangmu WFC  | 0:5 | Hwacheon KSPO WFC |

## K.O.-Runde

### Viertelfinale
Das Viertelfinale wurde am 31. Juli 2018 ausgetragen.
|                 | Ergebnis        |                   |
| --------------- | --------------- | ----------------- |
| Changnyeong WFC | 0:5             | Gumi Sportstoto   |
| Suwon UDC WFC   | 2:2 (6:5 i. E.) | Gyeongju KHNP WFC |

### Halbfinale
Das Halbfinale wurde am 2. August 2018 ausgetragen.
|                          | Ergebnis |                 |
| ------------------------ | -------- | --------------- |
| Hwacheon KSPO WFC        | 3:5      | Gumi Sportstoto |
| Incheon Hyundai R. S. A. | 0:1      | Suwon UDC WFC   |

### Finale
Das Finale wird am 4. August 2018 ausgetragen.
|                 | Ergebnis |               |
| --------------- | -------- | ------------- |
| Gumi Sportstoto | 4:0      | Suwon UDC WFC |